# Trjapitzinia leucomae
Trjapitzinia leucomae is een vliesvleugelig insect uit de familie Pteromalidae. De wetenschappelijke naam is voor het eerst geldig gepubliceerd in 1975 door Dzhanokmen.